# Phasioormia pallida
Phasioormia pallida là một loài ruồi trong họ Tachinidae.